# Радио Ватикана
Ра́дио Ватика́на (лат. Statio Radiophonica Vaticana, итал. Radio Vaticana) — официальная вещательная служба Святого Престола.

## История
Вскоре после Латеранских соглашений 1929 года Римский папа поручил Гульельмо Маркони организовать радиостанцию на территории Ватикана, чтобы распространять учение Католической церкви и обращаться к католикам всех стран.
Ватиканское радио было торжественно открыто 12 февраля 1931 года Римским Папой Пием XI, речь которого на латинском языке транслировалась на весь мир на коротких волнах. Всемирное вещание Радио Ватикана на коротких волнах ведётся по сей день.
Со временем Ватиканское радио стало использовать в своих трансляциях всё больше языков. В 1939 году конклав, избрание и торжественное открытие понтификата Пия XII комментировались в эфире уже на 9 языках. На этих языках регулярные передачи радио выходили в эфир в начале Второй мировой войны.
В 1940 году по решению Пия XII появился особый отдел, призванный распространять по радио объявления и информацию о поиске пропавших солдат, гражданских лиц и посылать сообщения заключённым от их семей. За шесть лет было передано более 1.200.000 сообщений за более чем 12.000 часов эфирного времени. Впоследствии установление режимов народной демократии в странах Восточной Европы подтолкнуло к увеличению числа программ, вещающих на языках этих стран. Для этого служили более мощные передающие устройства и сеть направляющих антенн.
В 1957 году Римский папа Пий XII освятил передающий центр Санта-Мария-ди-Галерия. Увеличилось число передач на Африку, Латинскую Америку и Азию. Во время понтификата Иоанна XXIII 3.000 часов эфирного времени на 30 языках было посвящено Второму Ватиканскому Собору; передачи выходили на 30 языках. Папа Павел VI поощрял развитие информационных и образовательных программ высокого качества, что привело к созданию нового отделения радио в помещениях Палаццо Пио, расположенного в начале улицы Кончилиационе. В 1970 году штат Радио Ватикана вырос до 280 человек из 38 стран, передачи выходили на 32 языках. С Павлом VI началась эпоха заграничных поездок, расцвет которой пришёлся на понтификат Иоанна Павла II. Ватиканское радио путешествовало вместе с ним, расширяя свои горизонты и международные связи.
В 1990-е годы Ватиканское радио от традиционных коротких (SW) и средних волн (AM) перешло к спутниковому вещанию с двумя земными радиостанциями в Ватикане и затем к Интернет-вещанию. Всё больше радиостанций — самых различных по масштабу и концепции — получили возможность ретранслировать передачи Ватиканского радио. С 2005 года их число перевалило за тысячу. Аналоговая звукозапись была заменена цифровой и на место катушечных магнитофонов пришли компьютеры. Великий юбилей и кончина Иоанна Павла II стали для Ватиканского радио особыми моментами в распространении учения Католической Церкви во всем мире, а также способствовали появлению новых форм сотрудничества с радиостанциями и информационными агентствами.

## Центры

### Санта-Мария-ди-Галерия
Радиопередающий центр в Санта-Мария-ди-Галерия располагает для трансляций на коротких волнах четырьмя передающими устройствами мощностью 500 кВт с высоким разрешением, связанными посредством коаксиального модуля с двумя вращающимися антеннами высотой соответственно 76 и 106 метров и диаметром 85 и 87 метров, а также пятью передатчиками мощностью 100 кВт, двадцатью восемью стационарными антеннами и логопериодической поворотной антенной. Для передач на средних волнах используются два главных передающих устройства и два дополнительных, сопряжённых с двумя системами направленных излучающих антенн высотой 98 метров. Два передатчика, работающих на средних волнах (AM), и два — на коротких волнах (SW). Некоторые программы вещаются в цифровых стандартах DRM и DAB+ (с лета 2007). Мощность цифрового вещания достигает нескольких десятков киловатт для каждого передатчика.
Передающие устройства:
- FM: 5 — общей мощностью 100 кВт

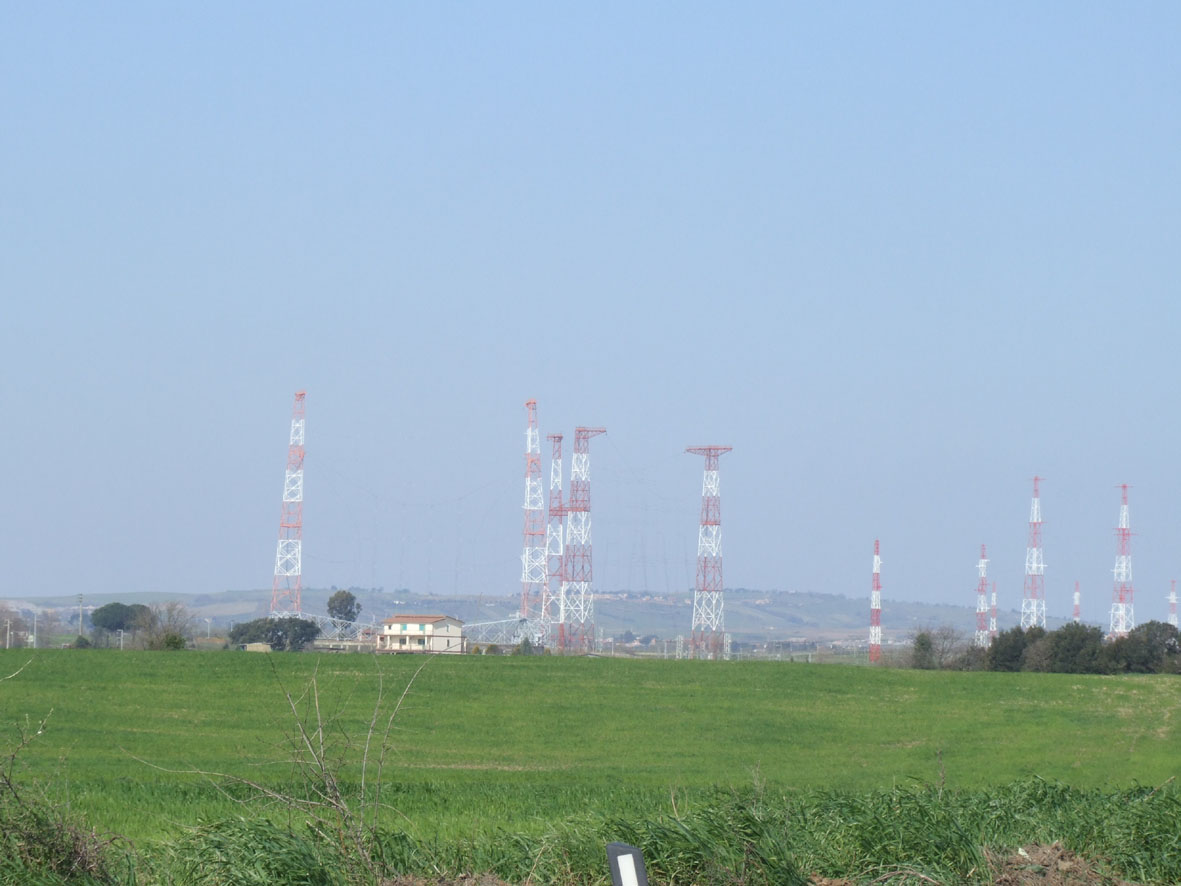
Антенны

- AM Средние волны: 7 — общей мощностью 1050 кВт
- SW Короткие волны: 12 — общей мощностью 3015 кВт

Антенны:
- FM: с круговой диаграммой направленности
- AM Средние волны: 2 ненаправленные, 2 направленные антенны
- Sw Короткие волны: 28 неподвижных антенных решеток, 2 вращающиеся и 3 логарифмические поворотные антенны

### Палаццо Пио
Из Палаццо Пио, где с 1979 года располагается отдел выпуска Ватиканского радио, выходят ежедневно в прямом эфире и в записи радиопередачи на сорока языках. Они реализуются в девяти студиях и двадцати  кабинах, оснащённых для цифровой звукозаписи. Последние три студии, открытые в 2006 году, оборудованы самыми современными аудиотехнологиями. В зале имени Маркони проводятся пресс-конференции, презентации, семинары, показ фильмов. Большая фреска Ирио Фантини изображает понтификов от Пия IX до Бенедикта XVI. Библиотечный фонд Ватиканского радио состоит из собраний журналов, книг, энциклопедий и словарей на многих языках. Звуковой архив содержит речи, аудиенции, церемонии и поездки Папы. На компакт-дисках и на внутренней веб-странице  можно найти передачи, интервью и заявления по важным проблемам Церкви и мира. Эти материалы служат не только Ватиканскому радио, но и другим учреждениям Святейшего Престола, например, во время визитов ad limina apostolorum епископских конференций разных стран мира. Электронный архив дисков, магнитофонных лент, музыкальных записей используются для музыкальных передач Ватиканского радио, а также для заставок и музыкального сопровождения отдельных программ.

### Вилла Льва XIII
Вилла Льва XIII была построена в конце XIX столетия как летняя резиденция этого Папы. Сооружение включает в себя башню Папы Николая V, построенную в XV столетии. На башне располагается передающее устройство FM (с мощностью 100 кВт и с десятиуровневой антенной — по четыре антенны Яги на каждом уровне), а также система радиомостов с двумя параболическими антеннами для связи с центром Санта-Мария-ди-Галерия.
Каждое воскресенье в 9.30 утра по местному времени совместно с первым каналом радиостанции RAI из часовни виллы Льва XIII транслируется в прямом эфире святая месса на итальянском языке, в которой еженедельно участвуют различные группы верующих, организованные редакцией программы «Христианские горизонты». Из этой же часовни передаются все богослужения восточных обрядов.
В здании виллы находится установка для контроля радиопередач, две студии звукозаписи и большая студия, оснащённая цифровой системой аудиозаписи, называемая "Залом Девы Марии Успения". Этот зал, недавно оборудованный новой акустической системой, используется также для концертов и музыкальных номеров, передаваемых в прямом эфире.

### Вилла Маркони и исторический музей
Недалеко от виллы Льва XIII в Ватиканских садах была создана первая передающая станция, в которой с 1929 по 1931 год Гульельмо Маркони изучал, проектировал и реализовал Папское радио по поручению Пия XI. В 1932 году Гульельмо Маркони продолжил здесь эксперименты по передаче и приёму ультракоротких волн. Сегодня в здании находятся два передатчика для средних волн с антенной Маркони и один передатчик для коротких волн с биполярной антенной север-юг. Кроме того, здесь расположены две логарифмические поворотные антенны, которые позднее стали использоваться для цифровых трансляций DRM местного диапазона. В 1995 году по случаю столетия изобретения радио в здании виллы был открыт Технический музей Ватиканского радио, в котором можно увидеть оборудование, бывшее в употреблении с 1931 года до наших дней. В настоящее время в нём выставлено около 180 экспонатов: аудио- и телеграфические аппараты, провода, магнитофоны и репродукторы, передатчики, приёмники, измерительные приборы, предохранители и т.д. Музей открыт для публики, его посещают многочисленные группы студентов и радиолюбителей.

## Информационные технологии
Развитие и утверждение ICT — информационно-коммуникационных технологий стало отправной точкой как для внедрения новшеств в процесс создания передач, так и для повышения их качества. Основой информатической системы Ватиканского радио является внутренняя сеть Интернет, объединяющая различные отделения радио (Палаццо Пио, Виллу Льва XIII и Виллу Маркони в Ватикане, передающий центр в Санта-Мария-ди-Галерия) в единое виртуальное пространство. Этой сетью пользуются выпускающие редакции; она включает также информационные агентства, электронную почту, международные источники информации, мультимедийную документацию для внутреннего пользования и многое другое, что может быть поддержано информатической платформой. Для звукозаписи редакции имеют в распоряжении аудиоцифровую сеть, позволяющую редакторам и звукотехникам реализовывать программы в цифровом формате, в то время как автоматизированная сеть направляет передачи к передающим антеннам и в Интернет, посредством которого уже давно транслируются радиопередачи.
Радио имеет свою веб-страницу, отдельную от официального сайта Святейшего Престола. С самого начала её создания слушатели получили возможность прослушивать посредством Интернета программы Ватиканского радио как в прямом эфире, так и по просьбе, и могут ознакомиться с основной информацией о природе и деятельности Ватиканского радио. Вебкастинг позволяет слушать все передачи из любого региона мира и в любой момент, а также дает возможность заинтересованным радиостанциям, не имеющим спутниковых приемников, ретранслировать программы, предлагая их в виде файлов.
Позже были постепенно созданы информационные странички на разных языках. Благодаря особой базе данных, созданной программистами Ватиканского радио, большинство редакций в состоянии быстро обновлять на страницах сайта основную информацию, переданную в радиопрограммах, в сопровождении фотографий, видео- или аудиозаписей, интервью и репортажей в оригинальном звучании. Новости и циклы передач рассылаются редакциями по электронной почте радиослушателям, работникам СМИ, священнослужителям, радиостанциям и агентствам печати. Таким образом, систематическое присутствие Ватиканского радио в мировой сети позволяет ему распространять информацию не только посредством электромагнитных волн, но и по самым разнообразным каналам социальных коммуникаций.

## Программа на русском языке
Ватиканское радио ежедневно записывает 19-минутную программу на русском языке. Эта передача повторяется четыре раза в сутки на коротких и средних волнах, а также на спутнике (для Европы спутник Hotbird 13 гр. E). В районе Рима она звучит на FM. Передача транслируется и на сайте станции. Она также доступна в аудиоархиве сайта течение семи дней. Летом 2012 года было объявлено, что Ватиканское радио постепенно будет оставлять короткие волны в пользу развития вещания в Интернете и на спутниках.
Первая передача на русском языке прозвучала из Ватикана в апреле 1948 года. С 1948 по 1973 год русские передачи радио вёл протоиерей Алексей Шевелев. C 1950 года к подготовке программ привлекался Иван Корниевский Каждая программа тогда длилась 30 минут (сейчас 19 минут) и как правило  состояла из разделов: "Новости из Рима" и двух бесед на духовные и нравственные темы. Передачи долгое время (1948 - 1983) выходили ежедневно с 23.45 до 00.15 по московскому времени и повторялись на другой день с 15.30 до 16.15.
В период 1948 - 1987 гг. русские трансляции Ватиканского радио подвергались радиопомехам разной степени интенсивности со стороны СССР.

## Трансляции на разных языках
Ватиканское радио включает в себя 35 языковых редакций, некоторые из которых выпускают программы на нескольких языках. Так, индийская редакция выпускает передачи на английском языке, на языке хинди, тамильском языке, малаялам и урду, а скандинавская — на шведском и на финском языках. Раз в неделю выходит передача на языке эсперанто. Передачи транслируются в коротковолновом диапазоне, в котором их принимает до сих пор большое число слушателей, хотя в Европе и на американском континенте он уже не так распространён, как это было в прошлом. Сегодня передачи Ватиканского радио достигают огромного числа слушателей благодаря ретрансляциям около 1100 крупных и малых радиостанций, как государственных, так и частных, католических и коммерческих. Наибольшее число таких радиостанций находится в Бразилии.
В продолжение всего дня с 8 утра до 12 ночи информационные передачи освещают деятельность Папы и Святого Престола и предлагают панораму жизни вселенской Церкви в контексте современных событий в мире. Помимо шести выпусков новостей на итальянском языке, четырёх — на английском и четырёх — на французском, информационная служба дополняется флэш-трансляциями продолжительностью 3-5 минут в течение всего дня. Выпуски новостей на немецком, польском, испанском и португальском языках готовятся в соответствующих редакциях, которые выпускают также специальные передачи для португалоязычных слушателей в Африке и в Бразилии и для испаноязычных — в Латинской Америке.
На Африку транслируются ежедневно программы на амхарском языке, языке тигринья, арабском, французском, английском, португальском языках и на суахили. Регулярно в передачах используются и такие языки, как сомалийский, яунде, конго, руанда, рунди, лингала, малагасийский и тшилуба. Программы Ватиканского радио выполняют существенную роль в интеграции поместных Церквей и епископских конференций африканского континента, часто лишённых собственных информационных сетей и использующих Ватиканское радио в качестве основного источника информации. На Азию и Океанию направлены трансляции на китайском, японском, вьетнамском языках, на хинди, урду, малаялам, тамильском, английском, французском и русском языках, а на страны Ближнего Востока — на арабском и французском языках.
На центральную и восточную Европу Ватиканское радио вещает на албанском, армянском, белорусском, болгарском, чешском, сербско-хорватском, латышском, литовском, польском, русском, словацком, словенском, румынском, украинском и венгерском языках.
Западная Европа и Северная Америка принимают передачи на английском, итальянском, французском, португальском, испанском, немецком и скандинавских языках. Многочисленные группы других национальностей слушают передачи посредством Интернета (арабские программы) или же благодаря ретрансляциям программ Ватиканского радио местными радиостанциями (например, радиостанция в Чикаго ретранслирует программы на польском языке). Во Франции католические радиостанции ретранслируют передачи Ватиканского радио на французском языке на всю страну и на франкоязычные страны Африки; то же самое происходит в различных регионах Италии благодаря широкой сети католических радиостанций. В Польше государственное радио передает выпуск новостей Ватиканского радио на польском языке, а другие передачи, выпускаемые польской редакцией, повторяются католическими радиостанциями. Особые передачи выпускаются для португальского и словацкого государственных радио.
Ежедневно в эфир выходят 6 выпусков новостей на итальянском языке, передаваемых на FM, AM, SW и через спутник и ретранслируемых сетью около двухсот итальянских радиостанций. Программа новостей, выходящая в 14.00, существует с 1957 года и является самой первой информационной передачей Радио. В ней предлагается широкий обзор деятельности Папы и Церкви, новости общественной, политической и культурной жизни во всём мире, а также церковной жизни на пяти континентах. Существует также печатная версия программы, доступная через Интернет в виде архива всех выпусков начиная с 1 января 2003 года. Выпуски новостей в 8.00 и в 12.00 отличаются более заострённым вниманием на общественно-политических события в мире, в то время как программа новостей, выходящая в 17.00, 21.00 и 23.00, освещает церковную и общественно-политическую жизнь в Италии.

## Программы

### One-o-five LIVE
Так называется радиоканал в прямом эфире Ватиканского радио. Он транслируется на FM 105 МГц для Рима и его окрестностей и на AM 585 кГц для Рима и области Лацио. Выпуски новостей на итальянском, французском и английском языках перемежаются с обзором печати, размышлениями, дебатами, религиозными, музыкальными, культурными и спортивными рубриками. Передачи в прямом эфире обладают более «римским» аспектом, связанным с использованием частот FM: это и панорама местных печатных изданий, история и культура Рима и передачи, посвящённые народным религиозным традициям различных местностей Лацио.

### Христианские горизонты
Эта образовательная программа предлагает в своих рубриках рассуждения о событиях в Церкви и в мире, о духовности, культуре. Программа охватывает разнообразные вопросы и предлагает выбор различных тем.

### Страницы и листки
Это христианская антология всех времен: литература, музыка, книжные новинки, история, любопытные факты и учительство Церкви, ежедневный радиожурнал культуры с интервью и репортажами, прежде всего на культурно-исторические темы. Передача выпускает специальные приложения и монографии, которые содержат интервью и встречи с интересными людьми, история Церкви, история христианской мысли, Евангелие в звуковых зарисовках, жизнь Девы Марии, свидетельство христиан «пограничных ситуаций», известные литературные и театральные страницы, радиопьесы, репортажи из мира искусства, фотографии, голоса из тюрем, голоса из истории.

### Музыкальные программы
Студия «А» Ватиканского радио ежедневно передаёт современную и классическую музыку, проводит встречи и интервью с известными музыкантами, передаёт радиоциклы на самые разнообразные культурно-исторические темы, связанные с миром музыки. Программа выходит в эфир в 16.30 как на FM 93.3, так и на коротких волнах, а в остальное время дня чередуются с передачами местных радиостанций на итальянском и английском языках, транслируемых на частотах FM 105.0 МГц. Начиная с 2005 года, Ватиканское радио в сотрудничестве с итальянским Министерством образования и университетов возродило записи и концерты в прямом эфире. За исключением особо выдающихся концертов, записываемых из концертных залов, концерты передаются в прямом эфире из обновленной студии звукозаписи «Зал Девы Марии Успения» в исторической Вилле Льва XIII.

### Литургические программы
Литургический день открывается каждое утро в 6.30 утренней службой на латинском языке. В 7.30 в эфир выходит святая месса на латинском языке, которую совершают священники Радио в часовне Благовещения в Палаццо Пио с литургическими чтениями на разных языках. По воскресеньям и в праздничные дни в 9.30 из часовни Виллы Льва XIII транслируется святая месса по-итальянски совместно с 1-м каналом телерадиокомпании RAI. По пятницам в 13.30, и по субботам в 16.30 транслируется месса на английском языке — для Африки, Ближнего Востока и Юго-восточной Азии. Месса на китайском языке выходит в эфир по субботам в 13.30, а на русском языке — во второе и четвёртое воскресенье месяца в 10.30. Передаются также литургии восточных византийского (на румынском и церковно-славянском языках), армянского, эфиопского и маронитского обрядов. В 17.00 передается Вечерня на латинском языке по будням и на итальянском — в воскресенье. В 20.40 в эфире читается молитва святого Розария на латинском языке, в которой регулярно участвуют 15 групп монашествующих, мирян и римских школьников. Литургический день завершается в эфире в 22.40 повечерием на латинском языке.

### Радио Папы
Во время поездок Римского папы работники Ватиканского радио обеспечивают радиосвязь с Римом и широкое освещение событий с репортажами в прямом эфире на французском, английском, итальянском, испанском, португальском, немецком языках и на языках стран, посещаемых Римским папой. Во всех поездках принимает участие Генеральный директор Ватиканского радио отец-иезуит Федерико Ломбарди, занимающий также пост директора Зала печати и Альберто Газбарри, являющийся административным директором Радио, а с 2005 года — организатором Папских поездок.
Отдел церемоний Технического управления Ватиканского радио занимается трансляцией и записью аудиенций и Папских церемоний в соборе Святого Петра, в Кастельгандольфо или в главных базиликах.
Во время значимых событий в Риме или в Ватикане, Папских речей и богослужений Ватиканское радио предоставляет другим радиовещательным учреждениям связь в прямом эфире или эксклюзивные репортажи. Речи и богослужения, записанные во время поездок или в Соборе святого Петра, сохраняются затем в звуковом архиве голоса Папы, депозитарием которого является Ватиканское радио.

## Международные связи
Радио Ватикана является членом и основателем EBU — UER (Union Europeenne de Radio-Television) и членом URTNA (Union des Radiodiffusions et Televisions Nationales d’Afrique). Оно также состоит во Всемирной католической ассоциации по коммуникации (SIGNIS), Италоязычном радиотелевизионном обществе и DRM-Консорциуме. В сфере телекоммуникаций Ватиканское радио представляет Святейший Престол и Государство Град Ватикан при UIT — Всемирном союзе телекоммуникаций и при СЕРТ — Европейской конференции почты и телекоммуникаций.
Отдел Международных связей координирует контакты, предусматривающие обмен технической и редакционной поддержкой для корреспондентов за рубежом, а также международный обмен радиопередачами всех жанров.

## Отдел продвижения
Отдела продвижения производит и распространяет информационный материал о деятельности ватиканской радиостанции. Отдел располагает графической студией, оснащённой типографической аппаратурой, где печатаются открытки, наклейки, брошюры, календари, плакаты на многих рабочих языках, а также бюллетень программ «Radio Vaticana programmes», который рассылается бесплатно по всему миру. В обязанности Отдела продвижения входят также предоставление СМИ информационных материалов, помощь журналистам и телеоператорам в реализации репортажей о Ватиканском радио, оформление стендов, участие в выставках и мероприятиях сектора радиовещания, организация экскурсий для групп со всего мира, переписка с радиослушателями, запись на компакт-диски с оригинальным дизайном многих передач, имеющий особый успех и их распространение, предоставление различного рекламного материала всем желающим.

## Основные сведения
- Год основания: 1931
- Каналов радиовещания: 5
- Затраты в 2006 году: 28 миллионов евро
- Ежегодный тираж бюллетеня «Radio Vaticana programmes» (международная, итальянская, немецкая и польская версии): 337.000

### Передачи
- Основные рабочие языки: 38
- Дополнительные рабочие языки: 7
- Эфирное время: в год — 23.500
- В неделю — 811
- Эфирное время языковых редакций: 71,0 %
- Выпуски новостей: 6,8 %
- Литургические программы: 5,5 %
- Музыкальные программы: 16,7 %

### Штат
- Всего: 370, из них 210 итальянцев
- Национальностей: 59
- Журналисты: 55%
- Технический персонал: 35%
- Административный персонал: 10%
- Монашествующих: 11%
- Мирян: 89%
- Мужчин: 70%
- Женщин: 30%